# Dowcip (film)
Dowcip (ang. Wit) – amerykańsko-brytyjski film telewizyjny z 2001 roku w reżyserii Mike’a Nicholsa. Ekranizacja sztuki teatralnej autorstwa Margaret Edson. Zdjęcia kręcono w Londynie.

## Opis fabuły
U profesor Vivian Bearing, historyczki literatury specjalizującej się w poezji metafizycznej Johna Donne'a, zostaje zdiagnozowany bardzo zaawansowany nowotwór, szybko przeradzający się w stan terminalny. Intelektualistka, która całe swoje zawodowe życie poświęciła teoretycznej refleksji nad śmiercią, musi skonfrontować swoją wiedzę i dotychczasowe poglądy z własnym umieraniem, w dodatku odbywającym się w warunkach przerażająco zimnego i sterylnego szpitala, gdzie stopniowo zatraca się człowieczeństwo.

## Obsada
- Emma Thompson jako prof. Vivian Bearing
- Christopher Lloyd jako dr Harvey Kelekian
- Jonathan M. Woodward jako Jason Posner
- Audra McDonald jako Susie Monahan
- Eileen Atkins jako Ashford
- Su Lin Looi jako pielęgniarka

## Nagrody
- Emma Thompson została nominowana do nagrody BAFTA.